# Edmund Purdom
Edmund Purdom est un acteur et réalisateur britannique, né le 19 décembre 1924 à Welwyn Garden City (Royaume-Uni), et mort le 1er janvier 2009 à Rome.
Sa carrière a commencé en Grande-Bretagne, s'est poursuivie à Hollywood, mais la mauvaise presse due à sa liaison avec l'actrice Linda Christian l'a contraint à rejoindre le cinéma italien.

## Biographie

### Débuts
Edmund Anthony Cutlar Purdom est né le 19 décembre 1924 à Welwyn Garden City, près de Hertfordshire, en Angleterre, au (Royaume-Uni).

### Carrière
Après avoir débuté au théâtre dans la troupe de Laurence Olivier à Stratford-upon-Avon, il commence une carrière dans le cinéma américain. Il se fait remarquer en tenant un rôle secondaire dans Jules César. Pris sous contrat par la MGM, il accède au vedettariat en remplaçant Mario Lanza, dans le film Le Prince étudiant. La défection de Marlon Brando lui permet ensuite de tenir le rôle principal du péplum L'Égyptien, qui est cependant un échec commercial. La MGM continue de miser sur lui, et lui confie la vedette d'un autre péplum, Le Fils prodigue, avec Lana Turner. 

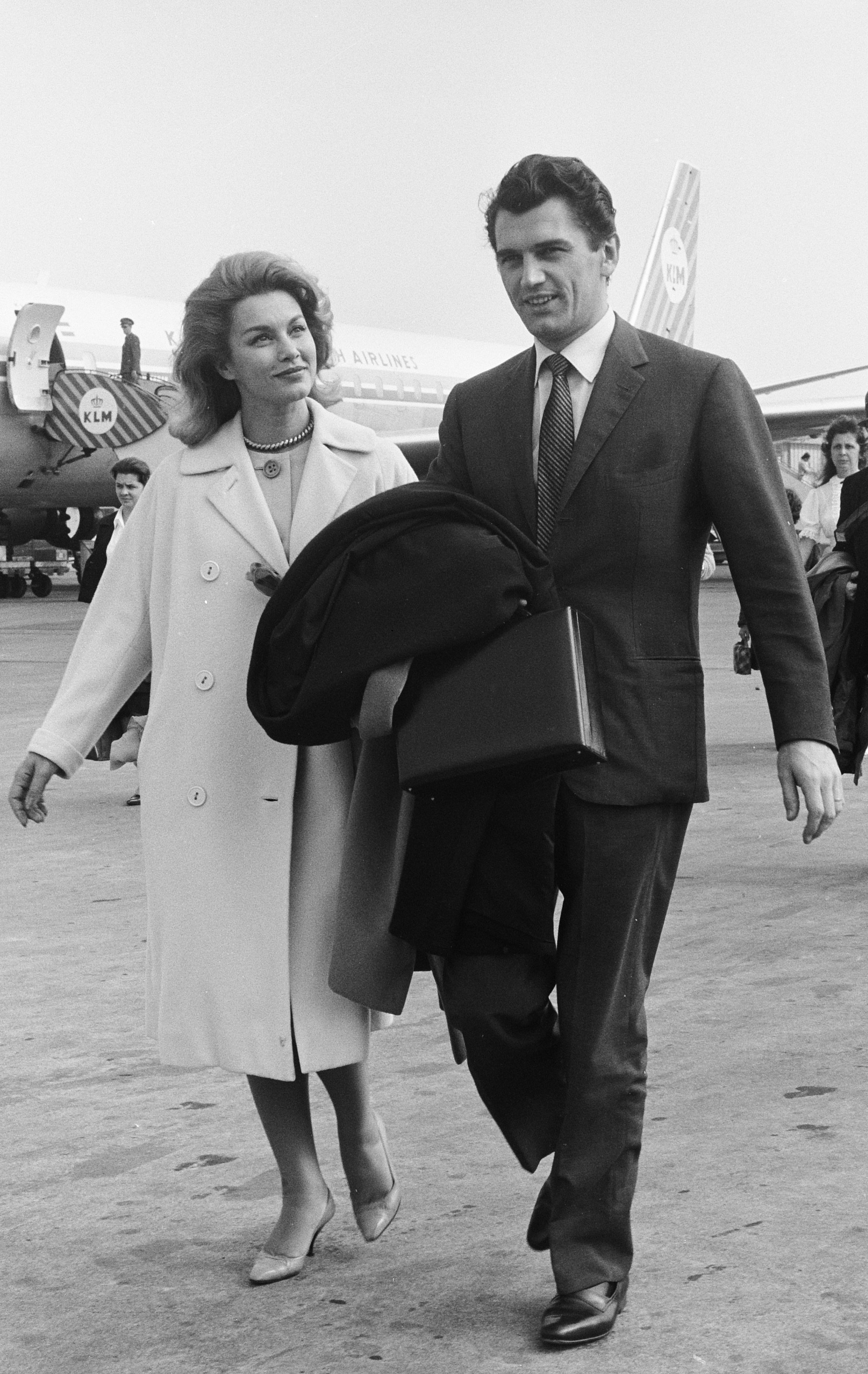
Linda Christian et Edmund Purdom, alors mariés, en juin 1962 à l'aéroport de Schiphol.

Mais la carrière américaine de Purdom bat de l'aile non seulement du fait de l'échec commercial de ses films, mais aussi en raison de sa liaison extraconjugale avec l'actrice Linda Christian, l'ex-femme de Tyrone Power, très médiatisée à l'époque. Il quitte femme et enfants, ce qui provoque un scandale dans la presse. Le studio ne renouvelle pas son contrat, sur la base de la clause de moralité,.
Edmund Purdom trouve alors des possibilités d'emploi dans le cinéma italien. Définitivement installé en Italie, il apparaît dans de nombreux péplums et films d'aventure au début des années 1960. Mais sa carrière italienne décline ensuite, et il est progressivement relégué aux seconds rôles et aux séries B.
En 1984, il a réalisé le film d'horreur Don't Open 'Til Christmas.

### Mort
Mort à Rome, il est enterré au cimetière du Testaccio.

### Famille
Sa fille Lilan Purdom, journaliste de la rédaction de TF1, est l'auteur du livre Hollywood Garage qui retrace la carrière tumultueuse de son père. Le livre a été publié en français et en anglais.

## Filmographie

### Comme acteur
- 1953 : Titanic de Jean Negulesco : l'officier en second Lightoller
- 1953 : Jules César (Julius Caesar) de Joseph L. Mankiewicz: Strato
- 1954 : Le Prince étudiant (The Student Prince) de Richard Thorpe : prince Karl
- 1954 : L'Égyptien (The Egyptian) de Michael Curtiz : Sinouhé
- 1954 : Athena de Richard Thorpe : Adam Calhorn Shaw
- 1955 : Le Fils prodigue (The Prodigal) de Richard Thorpe : Micah
- 1955 : Le Voleur du Roi (The King's Thief) de Robert Z. Leonard : Michael Dermott
- 1956 : Strange Intruder de Irving Rapper : Paul Quentin
- 1957 : Guet-apens à Tanger (Agguato a Tangeri) de Riccardo Freda : John Milwood
- 1959 : Le Roi cruel (Erode il grande) de Arnaldo Genoino : Hérode
- 1959 : Le Journal d'Anne Frank (The Diary of Anne Frank) : une voix à la radio britannique
- 1960 : Les Nuits de Raspoutine de Pierre Chenal : Raspoutine
- 1960 : Salammbô (Salambò) de Sergio Grieco : Narr Havas
- 1960 : Les Cosaques (I Cosacchi) : Shamil
- 1960 : Moment of Danger de Laslo Benedek : Peter Carran
- 1960 : Toryok, la furie des barbares (La Furia dei barbari) de Guido Malatesta : Toryok
- 1960 : Das Große Wunschkonzert de Arthur Maria Rabenalt : Harry Mell
- 1961 : Soliman le Magnifique (Solimano il conquistatore) de Mario Tota : Ibrahim Pascià
- 1961 : Néfertiti, reine du Nil (Nefertiti, regina del Nilo) de Fernando Cerchio : Tumos, un sculpteur
- 1961 : La Fayette de Jean Dreville : Silas Deane
- 1961 : Le Dernier des Vikings (L'Ultimo dei Vikinghi) de Giacomo Gentilomo : le roi Sveno
- 1962 : Les Révoltées de l'Albatros (L'Ammutinamento) de Silvio Amadio : Dr Bradley
- 1963 : The Comedy Man de Alvin Rakoff : Julian
- 1964 : Beauty Jungle de Val Guest : Rex Carrick
- 1964 : La Chevauchée vers Santa Cruz (Der Letzte Ritt nach Santa Cruz) de Rolf Olsen : Rex Kelly
- 1964 : La Rolls-Royce jaune (The Yellow Rolls-Royce) de Anthony Asquith : Fane
- 1965 : À l'assaut du fort Texan de Herbert Martin : le major « Sugar » Patterson
- 1965 : Los Cuatreros de Ramon Torrado
- 1966 : L'Homme qui rit (L'Uomo che ride) de Sergio Corbucci : Cesare Borgia
- 1968 : Crisantemi per un branco di carogne de Sergio Pastore
- 1968 : Etsi gennithike mia megali agapi
- 1968 : Le Justicier du Sud (Giurò... e li uccise ad uno ad uno) de Guido Celano : Piluk
- 1968 : Scusi, lei conosce il sesso? : le narrateur de la version en anglais
- 1970 : Thomas e gli indemoniati de Pupi Avati : Marcus
- 1971 : Le Corsaire noir (Il Corsaro nero) de Lorenzo Gicca Palli : le vice-roi
- 1971 : Journée noire pour un bélier (Giornata nera per l'ariete) : Edouard Vermont
- 1972 : L'Amante del demonio
- 1973 : Los ojos siniestros del doctor Orloff : l'inspecteur de police
- 1973 : L'onorata famiglia: Uccidere è cosa nostra : Giovanni Lutture
- 1973 : Dagli archivi della polizia criminale
- 1974 : Le Château de l'horreur (Terror! Il castello delle donne maledette) : le préfet Ewing
- 1974 : Un capitaine de quinze ans (Un Capitán de quince años) de Jess Franco : l'amiral  Marlowe
- 1974 : Les Suspects de Michel Wyn : le journaliste américain
- 1975 : Povero Cristo de Pier Carpi : un homme en frac
- 1975 : Émilie, l'enfant des ténèbres (Il Medaglione insanguinato) de Massimo Dallamano : le docteur
- 1976 : Il Colpaccio
- 1976 : Nina (A Matter of Time)
- 1976 : Mister Scarface : Luigi Cherico
- 1979 : Les Contrebandiers de Santa Lucia (I contrabbandieri di Santa Lucia) d'Alfonso Brescia : le chef des services secrets
- 1979 : SOS Concorde (Concorde Affaire '79) : Danker
- 1980 : L'Autre Femme
- 1980 : Sophia Loren (Sophia Loren: Her Own Story) (TV) : Vittorio De Sica
- 1980 : L'Avion de l'apocalypse (Incubo sulla città contaminata) : voix d'homme dans l'ascenseur
- 1981 : L'Assassino ha le ore contate (feuilleton TV)
- 1981 : Lo scoiattolo de Guido Zurli : Robert Scoiattolo/Sincap
- 1981 : Horrible (Rosso sangue) : le père
- 1982 : Amok
- 1982 : Le Sadique à la tronçonneuse (Pieces) : le doyen
- 1982 : Ator le Conquérant (Ator l'invincibile) de Joe D'Amato : Griba
- 1982 : Les Aventuriers de l'or perdu (Horror Safari) : Rex Larson
- 1983 : Champagne in paradiso
- 1983 : Le Gladiateur du futur (Endgame - Bronx lotta finale) : la voix du prêtre du culte secret
- 1983 : La Pourpre et le Noir (The Scarlet and the Black) (TV) : l'officier de l'espionnage britannique / le narrateur de l'épilogue
- 1983 : Le Souffle de la guerre (The Winds of War) (feuilleton TV) : Luigi Gianelli
- 1983 : 2019 après la chute de New York (2019 - Dopo la caduta di New York) : le président de la Confédération panaméricaine
- 1984 : Don't Open 'Til Christmas : l'inspecteur Harris
- 1985 : Killer contro killers : Son Excellence
- 1985 : The Assisi Underground : le cardinal Della Costa
- 1985 : Fracchia contro Dracula : le comte  Dracula
- 1987 : Appuntamento a Trieste (feuilleton TV)
- 1987 : Funny Boy : Samuel
- 1988 : Don Bosco : Urbano Rattazzi
- 1989 : Diritto di vivere
- 1990 : L'Abîme (The Rift) : le directeur général Steensland
- 1992 : Un ours nommé Arthur (Un orso chiamato Arturo) de Sergio Martino
- 1996 : Le Baron (Il Barone) de Richard T. Heffron (feuilleton TV) : Don Carmine
- 1999 : Le Septième Papyrus (The Seventh Scroll) (TV)
- 2001 : I cavalieri che fecero l'impresa : Ugo di Clarendon
- 2001 : Titanic: The Animated Movie : Jeremy McFlannel (voix)

### Comme réalisateur
- 1984 : Don't Open 'Til Christmas